# Monastir Synagoge
De Monastir Synagoge is een historische synagoge die gebruikt werd door de eens levendige Joodse gemeenschap in Thessaloniki.

## Geschiedenis
Met de bouw van de synagoge, die twee jaar duurde, werd in 1925 begonnen. De bouw werd gefinancierd door een Joodse familie uit het stadje Bitola (in het Albanees Monastir) in het toenmalige Koninkrijk Joegoslavië. Zij waren tijdens de Balkanoorlogen en Eerste Wereldoorlog naar Thessaloniki gevlucht. De naamgeving van de synagoge paste in een lange traditie waarbij Joodse gebedshuizen vernoemd werden naar de geboorteplaats- of regio van de stichters.
Tijdens de Tweede Wereldoorlog was de synagoge in gebruik bij het Rode Kruis en werd daardoor bewaard. In juni 1978 raakte het gebedshuis beschadigd tijdens een aardbeving. Zij werd gerestaureerd door de Griekse overheid en wordt vandaag de dag vooral gebruikt tijdens feestdagen.